# Claas Relotius
Claas-Hendrik Relotius (Hamburg, 15 november 1985) is een voormalig Duits journalist en fantast die werkzaam was bij onder andere Der Spiegel en bekende journalistieke fraude te hebben gepleegd.

## Carrière
Als freelancer werkte hij voor diverse Duitse media zoals Cicero, Frankfurter Allgemeine Sonntagszeitung, Neue Zürcher Zeitung, Financial Times Deutschland, Die Tageszeitung, Die Welt, Süddeutsche Zeitung Magazin, Die Weltwoche, Zeit Online en Reportagen voordat hij in vaste dienst bij Der Spiegel werd aangenomen als journalist en redacteur.
Hij won diverse prijzen voor zijn reportages waaronder de CNN Journalist of the Year prijs in 2014 en de European Press Prize in 2017.

## Fraude
Op 19 december 2018 maakte Der Spiegel bekend dat Relotius op grote schaal artikelen gefalsificeerd had, waarin hij feiten, personen en citaten verzonnen had. Dit was het grootste journalistieke schandaal in Duitsland sinds de publicatie van de vervalste Hitlerdagboeken in Stern in 1983.

### Onthulling
Zijn fraude werd onthuld door zijn collega-journalist Juan Moreno, waarmee hij samenwerkte aan het artikel Jaegers Grenze over de grens tussen de Verenigde Staten en Mexico. Moreno schreef er het boek Tausend Zeilen Lüge. Das System Relotius und der deutsche Journalismus over, dat in 2019 uitkwam. Op dit boek werd de film Tausend Zeilen van Michael Herbig gebaseerd, die in 2022 uitkwam.

## Interview
In juni 2021 bracht het blad Reportagen een 26-bladzijdes lang interview met Relotius uit, waarin hij vertelde over het door hem veroorzaakte mediaschandaal en over zijn psychische aandoening. Hij benadrukte dat hij de vervalsingen niet heeft gepleegd vanwege zijn journalistieke ambities en dat hij herhaaldelijk aanbiedingen voor betere banen had afgewezen. Lang vóór de journalistiek probeerde hij door middel van manisch schrijven om te gaan met fasen van verlies van realiteit en psychotische toestanden (denk- en waarnemingsstoornissen, hallucinaties en wanen) onder controle te houden. 
Relotius beschreef zijn eerste psychotische episoden tijdens zijn ambtenarendienst en studententijd  en terugkerende episodes tijdens zijn tijd als verslaggever. Ondanks deze symptomen zei hij destijds geen arts te hebben gezien. Waarschijnlijk heeft hij nauwelijks een journalistiek correcte tekst geschreven, in de onwankelbare overtuiging dat berichtgeving nooit feitelijke berichtgeving is, maar eerder gecondenseerde verhalen. Hoe groter zijn onzekerheid, hoe perfecter zijn teksten werden. Hij geloofde dat schrijven hem in staat stelde valse gedachten te onderdrukken en in contact te blijven met de werkelijkheid. Hij negeerde eenvoudigweg het feit dat hij alle journalistieke verbinding met de werkelijkheid had verloren.
Relotius omschreef zijn daden als onverantwoordelijk. Hij bleef willekeurige teksten schrijven vol grote, betekenisloze fouten die de tekst er niet beter op maakten, maar die op elk moment opgemerkt hadden kunnen worden. Tegelijkertijd was hij ervan overtuigd dat hij zijn werk goed deed. Op de beschuldiging dat de leiding van Der Spiegel vooringenomen wereldbeelden trachtte te bevestigen, antwoordde hij dat wereldbeelden in het overgrote deel van zijn eigen teksten geen rol speelden. Daarnaast ging het op de afdeling, waar uitstekende collega’s werken, ook over omgaan met tegenstellingen. Relotius benadrukte dat zijn daden niets zeiden over de journalistieke kwaliteit van Der Spiegel. Zijn voormalige collega Moreno twijfelde eraan dat Relotius niet berekenend te werk was gegaan.

## Pogingen om Wikipedia-artikel te manipuleren
In 2019 werd meermaals geprobeerd om de het artikel over Relotius in de Duitstalige Wikipedia, dat pas na het uitbreken van het schandaal werd aangemaakt, ten gunste van Relotius te manipuleren en schoon te poetsen. Uit een z.g. "checkuser" bleek dat een aantal van de gebruikte accounts sokpoppen van elkaar waren. Een van de accounts deed per ongeluk bijdragen via een IP-adres, dat getraceerd werd naar het plaatsje Tötensen (bij Hamburg), waar Relotius opgroeide en sinds de affaire teruggetrokken woont.